# Matthias Bischl
Matthias Bischl (21 de mayo de 1988) es un deportista alemán que compite en biatlón. Ganó dos medallas en el Campeonato Europeo de Biatlón, oro en 2012 y bronce en 2014.

## Palmarés internacional
| Campeonato Europeo | Campeonato Europeo           | Campeonato Europeo | Campeonato Europeo |
| Año                | Lugar                        | Medalla            | Prueba             |
| ------------------ | ---------------------------- | ------------------ | ------------------ |
| 2012               | Osrblie (Eslovaquia)         | Medalla de oro     | Relevos            |
| 2014               | Nové Město (República Checa) | Medalla de bronce  | Relevos            |